# Daniel Rodríguez Crespo
Daniel Rodríguez Crespo (Astigarraga, España, 9 de agosto de 2005), conocido simplemente como Dani Rodríguez, es un futbolista español que juega de delantero en el F. C. Barcelona Atlètic de la Primera Federación.

## Trayectoria
Nacido en Astigarraga, Guipúzcoa, País Vasco, comenzó su carrera en la Real Sociedad de Fútbol. En marzo de 2020, el F. C. Barcelona presentó una oferta por el joven delantero, al que se incorporó en abril de ese mismo año. Anteriormente se le había vinculado con un fichaje por el Paris Saint-Germain F. C. Debutó como profesional con el Barcelona el 3 de mayo de 2025 en la victoria a domicilio por 2-1 contra el Real Valladolid C. F. Fue sustituido a los 38 minutos por una lesión, siendo reemplazado por Lamine Yamal.

## Selección nacional
Ha representado a España en categorías inferiores. Tras recuperarse de un esguince de ligamentos en la rodilla, llegó a disputar el Campeonato Europeo Sub-17 de la UEFA 2022 con España.

## Estadísticas

### Clubes
Actualizado al último partido disputado el 3 de mayo de 2025.
| Club                             | Div.          | Temporada     | Liga  | Liga  | Liga   | Copas nacionales | Copas nacionales | Copas nacionales | Copas internacionales | Copas internacionales | Copas internacionales | Total | Total | Total  |
| Club                             | Div.          | Temporada     | Part. | Goles | Asist. | Part.            | Goles            | Asist.           | Part.                 | Goles                 | Asist.                | Part. | Goles | Asist. |
| -------------------------------- | ------------- | ------------- | ----- | ----- | ------ | ---------------- | ---------------- | ---------------- | --------------------- | --------------------- | --------------------- | ----- | ----- | ------ |
| F. C. Barcelona Atlètic · España | 1.ª F         | 2023-24       | 13    | 0     | 2      | ―                | ―                | ―                | ―                     | ―                     | ―                     | 13    | 0     | 2      |
| F. C. Barcelona Atlètic · España | 1.ª F         | 2024-25       | 10    | 3     | 3      | ―                | ―                | ―                | ―                     | ―                     | ―                     | 10    | 3     | 3      |
| F. C. Barcelona Atlètic · España | Total club    | Total club    | 23    | 3     | 5      | 0                | 0                | 0                | 0                     | 0                     | 0                     | 23    | 3     | 5      |
| F. C. Barcelona · España         | 1.ª           | 2024-25       | 1     | 0     | 0      | —                | —                | —                | —                     | —                     | —                     | 1     | 0     | 0      |
| F. C. Barcelona · España         | Total club    | Total club    | 1     | 0     | 0      | 0                | 0                | 0                | 0                     | 0                     | 0                     | 1     | 0     | 0      |
| Total carrera                    | Total carrera | Total carrera | 24    | 3     | 5      | 0                | 0                | 0                | 0                     | 0                     | 0                     | 24    | 3     | 5      |

## Palmarés

### Títulos nacionales
| Título                     | Club            | País   | Año       |
| -------------------------- | --------------- | ------ | --------- |
| Primera División de España | F. C. Barcelona | España | 2024-2025 |

### Títulos internacionales
| Título                               | Equipo        | Sede              | Año  |
| ------------------------------------ | ------------- | ----------------- | ---- |
| Campeonato Europeo de la UEFA Sub-19 | España sub-19 | Irlanda del Norte | 2024 |